# Macsi-bugjó
A macsi-bugjó (町奉行; Hepburn: machi-bugyō) szamuráj hivatal volt a Tokugava sógunátus idején az Edo-korban Japánban, azok között a régi közigazgatási állomások között volt, ami nyitva állt azok előtt, akik nem daimjók voltak. Hagyományos értelmezésében fordíthatjuk ezt a japán címet „biztosnak”, „felügyelőnek” vagy „kormányzónak”.
Ez a bakufu cím azokat, a bíróságokat vagy a törvényhatósági ügyintézőket illette, ami azzal a felelősséggel bírt, hogy kormányozzon és fenntartsa a rendet, a fontosabb városok felett.
A macsi-bugjó volt a központi hatalom a japán városközpontokban, ezekben az időkben. Ezek a bakufu-által kijelölt hivatalnokok, egyedi szerepet töltöttek be, ami magába foglalta a rendőrfőnök, bíró és polgármesteri pozíciót. A macsi-bugjótól elvárták, hogy ellássa a teljes körű közigazgatási és igazságügyi feladatokat.
A macsi-bugjónak részt kellett vennie az adószedésben, rendőrségi és tűzoltói feladatokat kellett ellátnia egyszerre, be kellett tölteniük több bírósági szerepet, meghallgatnia és döntenie mind a rendes polgári, mind a büntetőügyekben.
Csak a magas rangú hatamoto jelölhette ki a pozíciókat a macsi-bugjó mert nagyon fontos feladatokat kellett ellátniuk. A macsi-bugjót egyenrangúnak tekintették, a kisebb daimyōkkal. 16 macsi bugjó volt megtalálható, szerte Japánban.

## Sóguni városok
Ebben az időben sok urbanizálódott várost, beleértve Edot, Kiotót, Nagaszakit, Narát, Nikkót és Oszakát, tartottak fontosnak és néhányat "sóguni városnak" neveztek. Ezeknek a "sóguni városoknak" a száma háromról tizenegyre emelkedett a Tokugava kormányzás alatt.

## Amacsi-bugjóklistája
- Óoka Tadaszuke, 1717–1736 (Jedo-bugjó).[5]
- Ido Szatohiro, 1849-1856.[6]
- Izava Maszajosi, 1858.[7]
- Oguri Tadamasza, 1862-1863.[8]
- Abe Maszató, 1863-1864.[9]
- Inoue Kijonao, 1863, 1866-1868.[10]

## Fordítás
- Ez a szócikk részben vagy egészben  a   Machi-bugyō című angol Wikipédia-szócikk ezen változatának fordításán alapul.  Az eredeti cikk szerkesztőit annak laptörténete sorolja fel. Ez a jelzés csupán a megfogalmazás eredetét és a szerzői jogokat jelzi, nem szolgál a cikkben szereplő információk forrásmegjelöléseként.